# 564
Năm 564 là một năm trong lịch Julius.